# الزعازعا (العيدان)
الزعازعا هو دُوَّار يقع بجماعة بني خالد، عمالة وجدة أنكاد، جهة الشرق في المملكة المغربية. ينتمي الدوّار لمشيخة العيدان التي تضم 6 دواوير. يقدر عدد سكانه بـ 523 نسمة حسب الإحصاء الرسمي للسكان والسكنى لسنة 2004.

## روابط خارجية
- البوابة الوطنية للجماعات الترابية
- المندوبية السامية للتخطيط